# Сан Чипријано (Пиза)
Сан Чипријано је насеље у Италији у округу Пиза, региону Тоскана.
Према процени из 2011. у насељу је живело 33 становника. Насеље се налази на надморској висини од 262 м.